# Министерство иностранных дел Албании
Министерство иностранных дел Албании (Алб. Ministria e Punëve të Jashtme të Shqipërisë), сокращённо «МИД Албании» — орган государственного управления Республики Албании, отвечающий за координацию внешнеполитической и внешнеэкономической деятельности страны. Министерство было создано сразу после получения Албанией независимости 4 декабря 1912 года.

## Список министров
- Исмаил Кемали — (4 декабря 1912 — июнь 1913);
- Мифит Либохова — (июнь 1913 — 24 января 1914);
- Турхан-паша Пермети — (17 марта — 20 мая 1914);
- Пренг Биб Дода — (28 мая — 3 сентября 1914);

- Мифит Либохова — (25 декабря 1918 — 29 января 1920);
- Мехмет Коница — (30 января — 14 ноября 1920);
- Илиаз Вриони — (19 ноября 1920 — 1 июля 1921);
- Пандели Эваньгели — (11 июля — 6 декабря 1921);
- Фан Стилиан Ноли — (7 — 12 декабря 1921);
- Джафер Вилла — (12 — 24 декабря 1921);
- Фан Стилиан Ноли — (24 декабря 1921 — 2 декабря 1922);
- Пандели Эваньгели — (2 декабря 1922 — 25 февраля 1924);
- Илиаз Вриони — (30 марта — 27 мая 1924);
- Сулейман Дельвина — (16 июня — 23 декабря 1924);
- Илиаз Вриони — (24 декабря 1924 — 5 января 1925);
- Гьердь Колечи — (6 — 31 января 1925);
- Мифит Либохова — (1 марта — 23 сентября 1925);
- Хюсен Вриони — (28 сентября 1925 — 10 февраля 1927);
- Илиаз Вриони — (12 февраля 1927 — 13 января 1929);
- Рауф Фико — (14 января 1929 — 11 апреля 1931);
- Хюсен Вриони — (12 апреля 1931 — 7 декабря 1932);
- Джафер Вилла — (11 января 1933 — 6 октября 1935);
- Фуат Асллани — (21 октября 1935 — 7 ноября 1936);
- Экрем Либохова — (9 ноября 1936 — 2 апреля 1939);
- Михаил Шерко — (9 — 12 апреля 1939);
- Джемиль Дино — (12 апреля 1939 — 2 декабря 1941);
- Мехмет Коница — (5 ноября 1943 — 6 февраля 1944);
- Бахри Омари — (6 февраля — 17 июля 1944);
- Экрем Влёра — (17 июля — 28 августа 1944);
- Ибрагим Бичакчиу — (6 сентября — 29 ноября 1944).

### Министры иностранных дел Албании с 1944
27 мая 1944 года было создано министерство иностранных дел в составе правительства антифашистского движения.
- Омер Нишани — (27 мая 1944 — 18 марта 1946);
- Энвер Ходжа — (22 марта 1946 — 23 июля 1953);
- Бехар Штюла — (24 июля 1953 — 18 марта 1966);
- Нести Насе — (18 марта 1966 — 30 июня 1982);
- Реис Малиле — (30 июня 1982 — 22 февраля 1991);
- Мухамет Каплани — (22 февраля — 6 декабря 1991);
- Илир Бочка — (18 декабря 1991 — 11 апреля 1992);
- Альфред Сереки — (11 апреля 1992 — 11 июля 1996);
- Тритан Шеху — (11 июля 1996 — 12 апреля 1997);
- Арьян Старова — (12 апреля — 25 июля 1997);
- Паскаль Мило — (25 июля 1997 — 12 сентября 2001);
- Арта Даде — (12 сентября 2001 — 31 июля 2002);
- Илир Мета — (31 июля 2002 — 29 июля 2003);
- Люан Хайдарага — (31 июля — 12 декабря 2003);
- Кастриот Ислами — (12 декабря 2003 — 11 сентября 2005);
- Бесник Мустафай — (11 сентября 2005 — 24 апреля 2007);
- Лулзим Баша — (25 апреля 2007 — 17 сентября 2009);
- Илир Мета — (17 сентября 2009 — 17 сентября 2010);
- Эдмонд Хаджинасто — (17 сентября 2010 — 27 июня 2012);
- Эдмонд Панарити — (3 июля 2012 — 4 апреля 2013);
- Альдо Бумчи — (4 апреля — 15 сентября 2013);
- Дитмир Бушати — (15 сентября 2013 — 18 января 2019).
- Эди Рама — (22 января 2019 — 31 декабря 2020).
- Ольта Джачка — (4 января 2021 — 9 сентября 2023).
- Игли Хасани — (с 12 сентября 2023).